# 김종진 (가수)
김종진(金鍾辰, 1962년 12월 19일 ~ )은 대한민국의 록 밴드 봄여름가을겨울의 작사, 작곡, 편곡, 기타와 보컬을 맡고 있는 대중음악가이다. 대한민국 해군 사병으로 복무하였고 아내는 배우 이승신이다.

## 약력
- 봄여름가을겨울엔터테인먼트 대표이사
- 텐플러스인코퍼레이티드 대표이사
- 서울재즈아카데미 부원장

## 학력
- 후암초등학교 졸업
- 반포중학교 졸업
- 서울고등학교 졸업
- 고려대학교 문과대학 사학과 학사

## 인간 관계
- 절친한 친구로는 장기호, 박성식과 1987년 사망한 유재하, 1990년 사망한 김현식, 2018년 사망한 전태관이 있다. 또한 한상원, 정원영, 김광민, 한영애, 김중만 등과도 친분 관계가 두터우며 똑같은 해군 홍보단 출신인 개그맨 김용만이 부친상을 당했을 때[1] 본인을 비롯한 해군 홍보단과 김종진의 중학교 후배인 김국진 등이 김용만 부친상 당시 빈소를 방문하기도 했다.

## 활동
- 1986 	"김수철과 작은거인" 기타리스트

"김현식과 봄여름가을겨울" 결성
(김종진, 전태관, 박성식, 장기호, 故김현식, 故유재하)
"김현식과 봄여름가을겨울" - 《김현식 III》 발표
- 1987	"조용필과 위대한 탄생" 기타리스트

"위대한 탄생" 기타리스트로서 다수의 스튜디오 세션 참여
- 1988	"봄여름가을겨울" 결성 (김종진, 전태관)

봄여름가을겨울 정규 1집 《봄 여름 가을 겨울》 발표
- 1989	봄여름가을겨울 정규 2집 《나의 아름다운 노래가 당신의 마음을 깨끗하게 할 수 있다면》 발표

이승철, 박선주, 박광현 1집 프로듀서, 편곡
프로젝트 밴드 "캡틴퓨쳐" 결성 (김종진, 송재준, 최병철)
- 1990	좋은 노랫말상 수상 <어떤이의 꿈>
- 1991	공연실황 《Live!》 발표

KBS FM 《FM인기가요》 DJ 역임
- 1992	봄여름가을겨울 정규 3집 《농담, 거짓말 그리고 진실》 발표

일간스포츠 골든디스크상 수상 <10년전의 일기를 꺼내어>
- 1994	봄여름가을겨울 정규 4집 《I Photograph to Remember》 발표
- 1995	봄여름가을겨울 정규 5집 《Mystery》 발표
- 1996	봄여름가을겨울 정규 6집 《Banana Shake》 (10주년 기념앨범, 국내최초 Enhanced CD) 발표
- 1998	봄여름가을겨울 베스트 앨범 《Best of the Best》 발매

M-net 《클럽 엠넷》 MC 역임
- 1999	KBS FM 《2시가 좋아》 DJ 역임
- 2000	봄여름가을겨울 공연실황 《해피뉴밀레니엄》 2000장 한정 발표
- 2001	봄여름가을겨울 베스트 앨범 사진집 《Best of the Best》 리패키지 발매
- 2002	봄여름가을겨울 정규 7집 《Bravo, My Life!》 발표
- 2003 	KBS FM 《Bravo, My Life!》 DJ 역임
- 2004	컨텐츠 제작및 컨설팅 전문기업 (주)텐플러스인코퍼레이티드 설립

(주주:전인권, 한영애, 이문세, 봄여름가을겨울, 이승철, 이은미, 김종서, 이현우, 신해철, 김현철)
- 2005 	봄여름가을겨울 공연실황 《I’m SSaW Dizzy》 발표
- 2006	월드컵 붉은악마공식응원가 《월드컵 브라보송》 선정

봄여름가을겨울 공연실황 《Oh, Happy Day!》 발표
- 2007	봄여름가을겨울 공연실황 《Feel SSaW Good》 발표
- 2008	봄여름가을겨울 정규 8집 《아름답다, 아름다워!》 (20주년 기념앨범) 발표

봄여름가을겨울 공연실황 《You Are SSaW Beautiful》 발표
- 2009	봄여름가을겨울 공연실황 《SSaW What?》 발표

SBS FM 《브라보 라디오》 DJ 역임
KBS 2TV 드라마 《꽃보다 남자》 (소이정의 아버지, 소현섭 역) 출연
- 2010	봄여름가을겨울 공연실황 《You're SSaW Vain》 발표

뮤지컬 《금발이 너무해》 (주조연 캘러한 교수 역) 출연
- 2011	봄여름가을겨울 공연실황 《I'm A SSaW-ul Man”발표

tvN 드라마 《버디버디》 (민혜령의 아버지, 우준모 역) 출연
- 2012	서울재즈아카데미 원장 역임

봄여름가을겨울 공연실황 《It SSaW Easy》 발표
- 2013	봄여름가을겨울 25주년 박스세트 《Anthology》 및 컴필레이션 《Grrrng!》 발표

Mnet 《봄여름가을겨울의 숲》 MC 역임
- 2014	봄여름가을겨울 공연실황 《Silly Love SSaW-ngs》 발표
- 2015	스카이TV 《감성여행 섬》 Presenter 역임
- 2016	봄여름가을겨울 공연실황 DVD, Blu-ray 《SSaW Long》(와인콘서트 10주년 기념) 발표
- 2018	제27회 《서울가요대상》 심사위원 특별상 수상
- 2018	봄여름가을겨울 30주년 기념 헌정앨범 《친구와 우정을 지키는 방법》 발표
- 2019	《대한민국 대중문화예술상》 대통령 표창 수상

미니앨범 《Re:union with 빛과 소금》 발표
- 2020	디지털 싱글 《보고싶은 친구》 발표

JTBC 《싱어게인》 심사위원 역임
- 2021	JTBC 《싱어게인》 심사위원 역임

### 드라마
- 2009년 KBS2 《꽃보다 남자》 - 소현섭 역 (특별출연) 17회
- 2011년 tvN 《버디버디》 - 우준모 역 (주조연)

### 방송
- 2020년 싱어게인
- 2023년 아는형님 게스트